# Susnyjos I

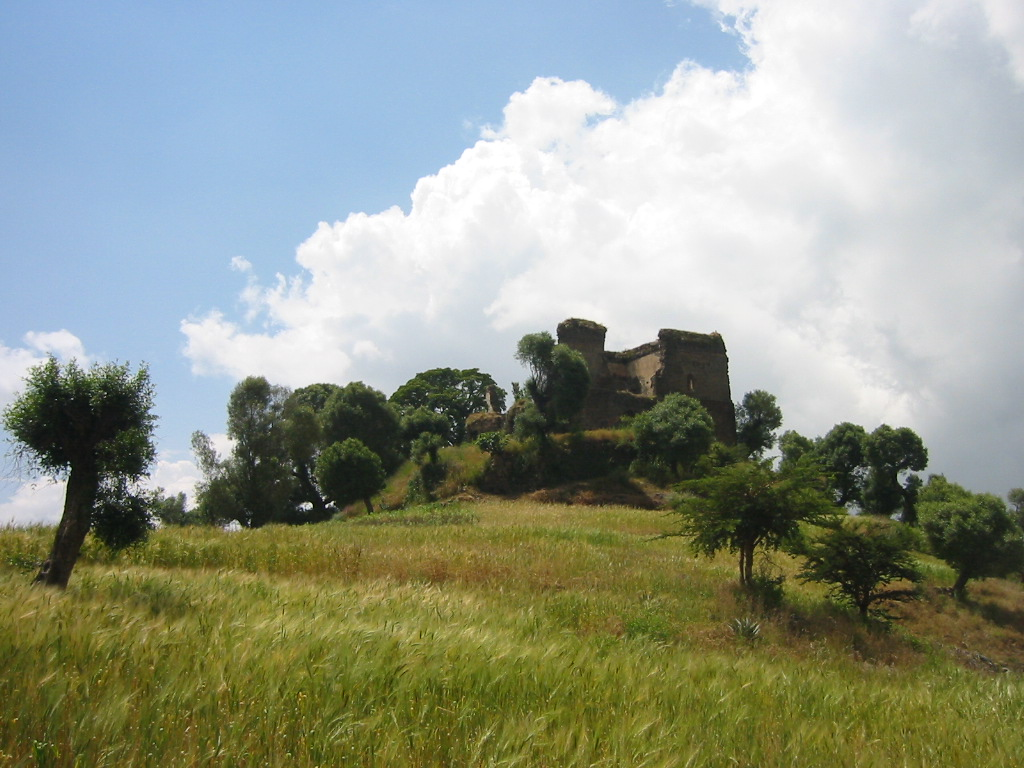
Ruiny zamku Susnyjosa na półwyspie jeziora Tana

Susnyjos I (inna pisownia Susenyos, lub Sissinios) (gyyz; ሱስንዮስ, imię tronowe Melek Seged III,  gyyz; መልአክ ሰገድ, pismo łacińskie mal'ak sagad, amh; mel'āk seged, co znaczy ten któremu kłaniają się aniołowie, przez przeciwników zwany Alaui Negus, czyli Król Heretyk) (ur. 1572, zm. 17 września 1632) – cesarz Cesarstwa Etiopii  z dynastii salomońskiej, rządzący w latach 1607–1632.

## Wczesne lata
Matką Susnyjosa była Ḥamelmal Uerku, która poczęła go z Fasilidasem, ale jej mężem był w tym czasie inny mężczyzna. Pradziadkiem Susnyjosa był cesarz Lybne Dyngyl znany też jako Dawid II. Susnyjos jako chłopiec wraz z ojcem został uprowadzony przez członków plemienia Oromo i był przez nich trzymany ponad rok, dopóki nie został uratowany przez dedżazmacza Assebo. Po uwolnieniu żył z królową Admas Mogesa, matką cesarza Sertse Dyngyla i wdową po cesarzu Minasie.

## Początki panowania

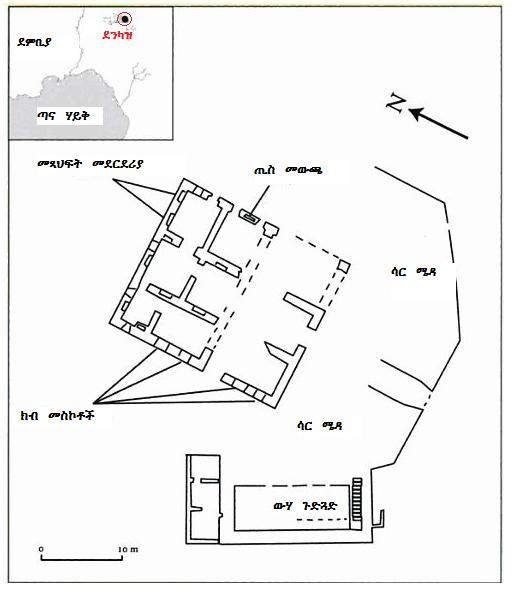
Plan pałacu Susnyjosa

Susnyjos był brany pod uwagę jako kandydat do tronu już w 1590, jednak cesarzowa Marjam Sena zesłała go na wygnanie. Susnyjos znalazł schronienie wśród ludów Oromo. Władzę objął dopiero po śmierci Zedyngyla, który naznaczył go swoim następcą i po wygraniu bitwy pod Gol, stoczonej z cesarzem Jakubem 10 marca 1606 roku. Koronacja Susnyjosa nastąpiła w 1608 roku. Od początku panowania nieprzychylne mu było etiopskie duchowieństwo, ponieważ w bitwie oprócz Jakuba zginął także abuna Piotr. Nowemu władcy udało się jednak pozyskać poparcie świeckiego możnowładztwa, dzięki czemu utrzymał się przy władzy. Susnyjos zmierzał do ograniczenia wpływów Kościoła Etiopii na państwo. Nadawał nowo przybyłym ludom Galla ziemie w lenno, nawet kosztem należących do duchowieństwa klasztorów.

## Polityka wewnętrzna – tłumienie buntów
17 stycznia 1608 pod Ebenat Susnyjos stoczył zwycięska bitwę z ludem Oromo. Według Jamesa Bruce'a etiopska "Kronika królewska" zanotowała, że w bitwie tej po stronie Oromo poległo 12 tysięcy wojowników, natomiast po stronie cesarskiej zaledwie 400. Na prowincji przeciwko Susnyjosowi wybuchały bunty ludów Ageu i Felasza w Semien, dowodzone przez Gedeona w latach 1616, 1626 i 1627. Z kolei w latach 1629–1632 w prowincji Lasta przeciwko cesarzowi buntowały się częściowo plemiona Galla, ponieważ zalewały one Etiopię w krótkim czasie. W prowincji Tigraj pojawiali się samozwańcy podający się za zmarłego cesarza Jakuba, co wzniecało chaos. Działo się tak, ponieważ ciało Jakuba nigdy nie zostało odnalezione na pobojowisku po bitwie stoczonej pod Gol. W 1619 i 1620 bunty wszczynali zarządcy Begiemdyru i Szeua. Cesarz zmuszony był tłumić wszelkie bunty przeciwko swojej władzy.

## Polityka zagraniczna
Susnyjos współpracował z Europejczykami. Pozwolił na działalność zakonu jezuitów, prowadzących działalność misjonarską. Na ich czele stał Pedro Paez przebywający w Etiopii od 1603 roku. Susnyjos nadawał misjonarzom ziemie. Przeważnie w Gorgorze u wybrzeży Jeziora Tana. Cesarz prowadził korespondencję z papiestwem i dworem Hiszpanii. Jeszcze bardziej zraził tym do siebie etiopskie duchowieństwo.

## Przejście na katolicyzm

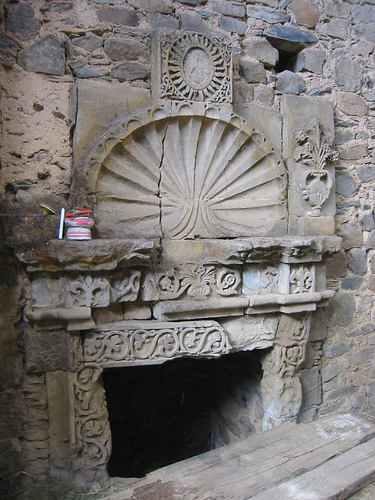
Kamień grobowy Susnyjosa w kościele Genneta Iesus

W listach adresowanych do Europy z 1607, 1610 i 1615, Susnyjos zapewniał o swojej przychylności dla katolicyzmu. Około 1622 Susnyjos wraz z kilkoma dygnitarzami przyjął chrzest w obrządku katolickim z rąk Pedro Paeza. Cesarz dokonał konwersji z powodu próby przeciwstawienia się lokalnemu duchowieństwu, oraz obietnicy pomocy ze strony Europejczyków w walkach z Galla. Prawdopodobnie papież, oraz Hiszpanie postawili warunek chrztu. Na wieść o zmianie religii cesarza, abuna Szymon ekskomunikował go, a cały kraj ogarnęły zamieszki i konflikty zbrojne o charakterze religijnym. Szymon zginął w bitwie stoczonej z wojskami cesarskimi. Po tym zwycięstwie do Etiopii przybywało coraz więcej katolickich misjonarzy, między innymi Manuel de Almeida. Jezuici zaczęli zastępować ceremoniał etiopski obcym obrządkiem rzymskokatolickim. Zakazano świętowania soboty i zezwolono tylko na świętowanie niedzieli. Po śmierci Paeza, patriarchą Etiopii został przybyły z Rzymu jezuita Alfonso Mendez. Traktował on miejscowych świeckich i duchownych możnowładców z pogardą.

## Koniec panowania Susnyjosa
12 lutego 1628 cesarz oficjalnie podporządkował się papieżowi. Wskutek tej decyzji w całym kraju wybuchła wojna domowa. Susnyjos był pozbawiony pomocy z zewnątrz. Duchowieństwo etiopskie wykorzystało przeciwnego jezuitom syna cesarza – Fasilidesa, który próbował nakłonić ojca do zmiany polityki. W 1632 Susnyjos, nie widząc nadziei na wprowadzenie swojej koncepcji, oficjalnie przyznał się do popełnienia błędu i abdykował na rzecz syna. 14 czerwca tego roku Fasiledes objął tron i powrócił do dawnej wiary. Zwołał sobór w Gonderze, po którym wygnano jezuitów.

## Wygląd fizyczny
Manuel de Almeida tak opisał Susnyjosa: 

wysoki mężczyzna o dobrej kondycji fizycznej, dużych oczach, spiczastym nosie i długiej, zadbanej brodzie. Miał na sobie tunikę z karmazynowego aksamitu, sięgającą w dół do kolan, natomiast spodnie w stylu mauryjskim. Jego szarfa lub pas, w dużych częściach wysadzany był dużymi kawałkami czystego złota, a zewnętrzna warstwa adamaszkowego płaszcza miała taki sam kolor jak kapelhar [rodzaj krótkiego płaszcza pochodzenia mauryjskiego].